# 寿州窑
壽州窯，唐代南方黃釉瓷器窯場。依據1960年出土文物判斷，燒製始於隋代，唐代是其繁盛期。窯址位於安徽省淮南市，從馬家崗、上窯鎮發展到餘家溝、外窯一帶，形成綿延2千米的大型窯場。其產品包括碗、盞、杯、鉢、注子、枕、玩具等器皿，尤其以餘家溝窯所出堪稱唐代黃釉瓷器代表。

## 陶瓷特點
- 胎體厚重
- 器物多平底，部份底部中心微微內凹。
- 普遍外罩化妝土
- 玻璃質透明釉，釉面光潤，有細小開片，釉層很薄，大約3微米。
- 釉色以黃為主，有蠟黃、鱔魚黃、黃綠色等。
- 以蘸釉法上釉，因此釉層厚薄不均，釉色濃淡不一。[2]